# Risoluzione 884 del Consiglio di sicurezza delle Nazioni Unite
La risoluzione 884 del Consiglio di sicurezza delle Nazioni Unite è stata adottata all'unanimità il 12 novembre 1993, dopo aver riaffermato le risoluzioni 822 (1993), 853 (1993) e 874 (1993). Il Consiglio ha espresso la sua preoccupazione per il persistere del conflitto tra Armenia e Azerbaigian in Nagorno-Karabakh e ha condannato le violazioni del cessate il fuoco tra le parti, in particolare l'occupazione del distretto di Zəngilan e della città di Goradiz.
Il Consiglio ha inoltre condannato gli attacchi ai civili e i bombardamenti in Azerbaigian, invitando il governo dell'Armenia a usare la sua influenza per ottenere la conformità degli armeni nel Nagorno-Karabakh alle precedenti risoluzioni del Consiglio di sicurezza. Ha inoltre accolto con favore la dichiarazione del Gruppo OSCE di Minsk sul cessate il fuoco unilaterale.
La risoluzione richiedeva quindi, dalle parti interessate, l'immediata cessazione delle ostilità, il ritiro unilaterale delle forze di occupazione dal distretto di Zangelan e dalla città di Goradiz e il ritiro delle forze di occupazione da altre aree dell'Azerbaigian recentemente occupate. Per quanto riguarda le recenti violazioni del cessate il fuoco, il Consiglio ha esortato le parti a osservare il cessate il fuoco stabilito dai contatti tra il governo della Russia e il Gruppo OSCE di Minsk. Ha inoltre chiesto ad altre nazioni di astenersi dall'interferire nel conflitto, in particolare al riguardo dei combattimenti scoppiati al confine tra Azerbaigian e Iran che hanno portato le truppe iraniane a essere trasferite nella regione di confine.
Infine, il Consiglio ha chiesto al Segretario generale e alle agenzie internazionali di fornire assistenza umanitaria urgente alla popolazione civile colpita, in particolare per quanto riguarda gli sfollati, esortando ulteriormente il Segretario generale Boutros Boutros-Ghali e il Gruppo OSCE di Minsk a continuare a riferire in merito sviluppi in consiglio
Nonostante l'adozione della risoluzione 884, i bombardamenti e i combattimenti periodici continuarono.